# Distrikt Ahuaycha
Der Distrikt Ahuaycha liegt in der Provinz Tayacaja in der Region Huancavelica im Südwesten von Zentral-Peru. Der Distrikt wurde am 14. Dezember 1954 gegründet. Er besitzt eine Fläche von 99,5 km². Beim Zensus 2017 wurden 4070 Einwohner gezählt. Im Jahr 1993 lag die Einwohnerzahl bei 4393, im Jahr 2007 bei 5212. Sitz der Distriktverwaltung ist die 3280 m hoch gelegene Ortschaft Ahuaycha mit 885 Einwohnern (Stand 2017). Ahuaycha befindet sich knapp 3 km westsüdwestlich der Provinzhauptstadt Pampas.

## Geographische Lage
Der Distrikt Ahuaycha liegt in der peruanischen Zentralkordillere im zentralen Süden der Provinz Tayacaja. Die Nord-Süd-Ausdehnung beträgt etwa 26 km. Der Norden wird über den Río Upamayu nach Osten zum Río Mantaro entwässert. Im Süden reicht der Distrikt bis an das Nordufer des nach Südosten strömenden Río Mantaro.
Der Distrikt Ahuaycha grenzt im Westen an die Distrikte Acostambo, Acraquia und Huaribamba, im Osten an die Distrikte Santiago de Tucuma und Pampas sowie im Süden an die Distrikte Acoria, Mariscal Cáceres und Huando.

## Ortschaften
Im Distrikt gibt es neben dem Hauptort folgende größere Ortschaften:
- Cconoc
- Nueva Esperanza
- San Miguel de Huallhua (484 Einwohner)
- Vista Alegre (207 Einwohner)